# Une femme sans amour (film, 1948)
Pour l’article homonyme, voir Une femme sans amour.
Pour plus de détails, voir Fiche technique et Distribution.
Une femme sans amour (The Mating of Millie) est un film américain en noir et blanc réalisé par Henry Levin, sorti en 1948.

## Synopsis
Gérante d'un grand magasin, Millie McGonigle a peu de joie dans la vie en dehors de son travail et du fils de sa voisine, veuve de guerre, avec qui elle aime passer du temps. Lorsque la mère de l'enfant meurt, le garçon risque d'être envoyé dans un orphelinat ; aussi Millie décide-t-elle de l'adopter. Cependant, ne pas être marié est un frein à l'adoption. Millie a donc besoin d'un mari. 
Elle rencontre le chauffeur de bus Doug Andrews et lui propose de l'épouser. Mais Doug n'est pas du genre à se marier. Toutefois, il accepte de l'aider : Il lui apprend comment être une séductrice afin de trouver un mari sans lequel elle ne pourra adopter l'enfant qui se trouve présentement à l'orphelinat. Millie finit par avoir deux prétendants, mais elle choisira l'ex-chauffeur dont elle est tombée amoureuse.

## Fiche technique
- Titre : Une femme sans amour
- Titre original : The Mating of Millie
- Réalisateur : Henry Levin
- Scénario : Louella MacFarlane, St. Clair McKelway (en), Adele Comandini
- Musique : Werner R. Heymann
- Photographie : Joseph Walker
- Montage : Richard Fantl (en)
- Producteur : Casey Robinson
- Société de production et de distribution : Columbia Pictures
- Pays de production :  États-Unis
- Langue originale : anglais américain
- Format : noir et blanc — 35 mm — 1,37:1 — son : mono (Western Electric Recording)
- Genre : comédie romantique
- Durée : 87 minutes
- Dates de sortie :
  - États-Unis : 8 mars 1948
  - France : 21 juillet 1948[1]

## Distribution
- Glenn Ford : Doug Andrews
- Evelyn Keyes : Millie McGonigle
- Ron Randell : Ralph Galloway
- Willard Parker : Phil Gowan
- Jimmy Hunt : Tommy Bassett
- Mabel Paige : Mrs. Hanson
- Virginia Hunter (en) : Madge
- Virginia Brissac : Mrs. Thomas